# Національна премія України імені Тараса Шевченка — лауреати 2022 року
Список лауреатів Національної премії України імені Тараса Шевченка за 2022 рік
Указом Президента України № 118/2022 від 9 березня 2022 року на підставі подання Комітету з Національної премії України імені Тараса Шевченка була присуджена премія 2022 року.
| Номінація                              | Лауреат | твір                                                                                           |
| -------------------------------------- | --- | ---------------------------------------------------------------------------------------------- |
| Література                             | Дуда Тамара Анатоліївна (Тамара Горіха Зерня), письменниця | роман «Доця»                                                                                   |
| Публіцистика, журналістика             | Рябчук Микола Юрійович, письменник | книга «Лексикон націоналіста та інші есеї»                                                     |
| Літературознавство і мистецтвознавство | Грабович Джордж Григорій (Грабович Григорій Юлійович), літературознавець, громадянин Сполучених Штатів Америки                                                                                                | цикл статей «Переосмислюючи Павла Тичину — переосмислюючи український модернізм»               |
| Музичне мистецтво                      | — | —                                                                                              |
| Театральне мистецтво                   | Трунова Тамара Вікторівна, режисерка-постановниця, Ворожбит Наталія Анатоліївна, авторка п'єси, Ларіонов Юрій Олександрович, художник-сценограф, Ісаєнко Андрій Миколайович та Ходос Валерія Ігорівна, актори | вистава «Погані дороги» Київського академічного театру драми і комедії на лівому березі Дніпра |
| Кіномистецтво                          | Горностай Катерина Павлівна, режисерка | повнометражний ігровий фільм «СТОП-ЗЕМЛЯ»                                                      |
| Візуальне мистецтво                    | Кадан Микита Вікторович (Нікіта Кадан), художник | персональна виставка «Камінь б'є камінь»                                                       |
| Візуальне мистецтво                    | Сільваші Тіберій Йосипович, художник | інсталяція «Крила»                                                                             |

Розмір Національної премії України імені Тараса Шевченка на 2022 рік склав 397 тисяч гривень кожна.